# Сюя
Сюя́ (рос. Сюя) — річка в Республіці Комі, Росія, права притока річки Кожим'ю, лівої притоки річки Ілич, правої притоки річки Печора. Протікає територією Троїцько-Печорського району.
Річка починається на східних схилах височини Иджид-Парма, протікає на південний схід, схід та південний схід.
Притоки:
- ліва — без назви (довжина 14 км[1])